# Schizura manca
Schizura manca är en fjärilsart som beskrevs av William Schaus 1912. Schizura manca ingår i släktet Schizura och familjen tandspinnare. Inga underarter finns listade.